# Monaster Zaśnięcia Matki Bożej w Zabłudowie
Monaster Zaśnięcia Matki Bożej – męski klasztor prawosławny w Zabłudowie, funkcjonujący od I połowy XVII w. do 1824.
Klasztor w Zabłudowie powstał w końcu I połowie XVII wieku przy istniejącej od 1567 cerkwi Zaśnięcia Matki Bożej z fundacji Janusza i Marii Radziwiłłów. Przeznaczony był dla dwunastu mnichów, którzy zajmowali się prowadzeniem szpitala oraz niższej szkoły duchownej. Początkowo podlegał monasterowi Świętego Ducha w Wilnie, a następnie monasterowi Trójcy Świętej w Słucku.
Monaster, mimo nacisków ze strony hierarchii unickiej, nigdy nie przyjął postanowień unii brzeskiej. W XVII i XVIII w. stanowił jeden z najważniejszych ośrodków prawosławnych na Podlasiu. W latach 1746–1755 dla kultu wystawione były w nim relikwie Gabriela Gowdela, chłopca nieformalnie uznawanego przez prawosławnych w I Rzeczypospolitej za świętego męczennika. W XVIII w. klasztor był zamieszkiwany przez czterech mnichów. Z powodu trudnej sytuacji materialnej i małej liczby powołań został zamknięty w 1824 decyzją konsystorza eparchii mińskiej i wołyńskiej.

## Historia

### W I Rzeczypospolitej

#### XVII wiek

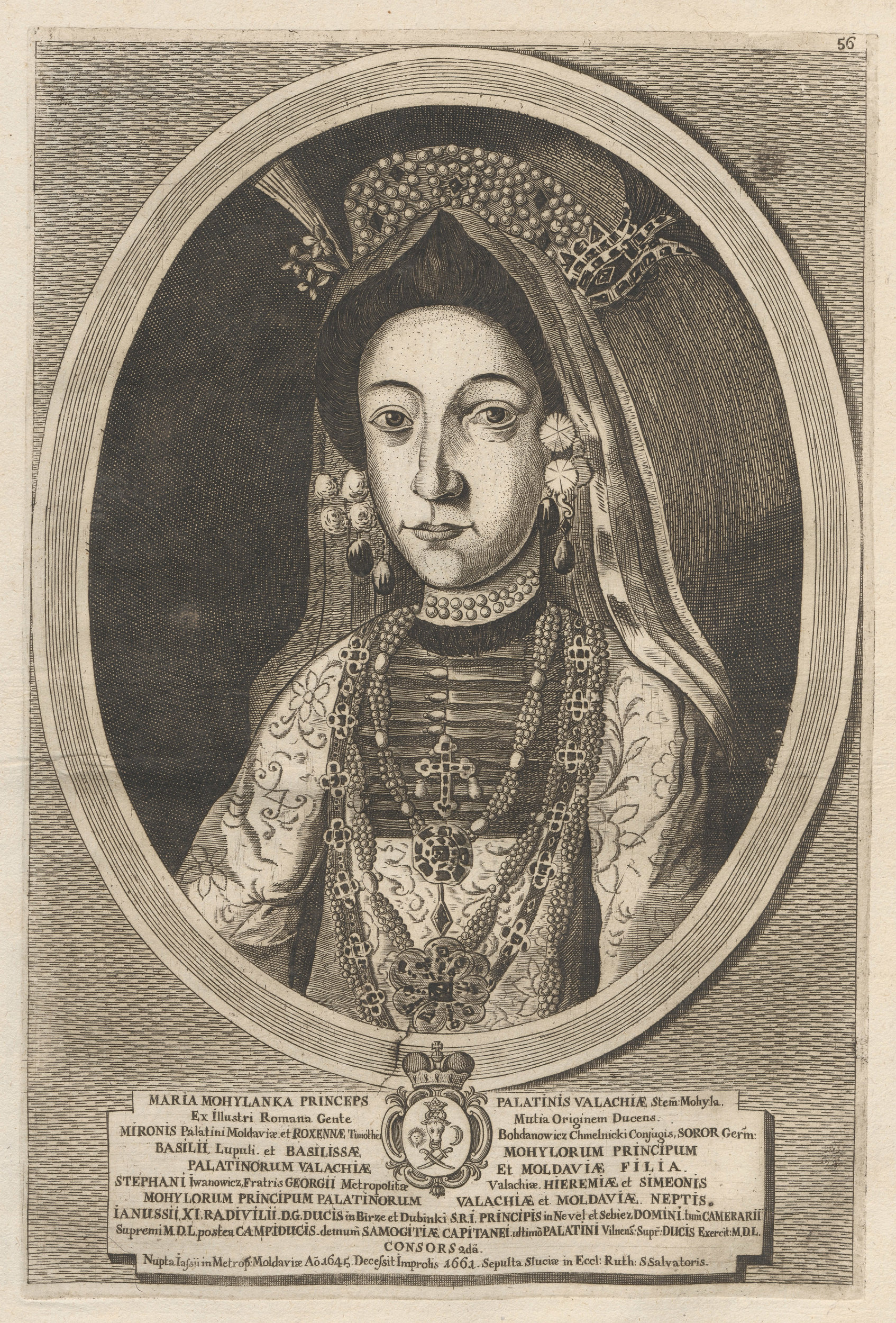
Maria Radziwiłłowa, fundatorka i protektorka monasteru w Zabłudowie

Monaster Zaśnięcia Matki Bożej w Zabłudowie został ufundowany przez Janusza Radziwiłła i jego żonę Marię Wołoszkę, wyznawczynię prawosławia. Miało to miejsce przed 1655. Tomasz Kempa twierdzi, że za moment powstania monasteru należy uważać lata 40. XVII w. Jego zdaniem o utworzeniu klasztoru w Zabłudowie, podobnie jak powstałego w tym samym czasie monasteru Przemienienia Pańskiego w Kiejdanach, zadecydowała Maria Radziwiłłowa, głęboko zaangażowana w protegowanie wyznawców prawosławia. Dokument fundacyjny precyzował, iż monaster przeznaczony jest dla dwunastu mnichów i tyluż zakonników przebywało w nim w XVII stuleciu.
W źródłach spotykana jest niekiedy błędna wersja, jakoby monaster powstał już w 1567, równocześnie z prawosławną parafią Zaśnięcia Matki Bożej ufundowaną przez Grzegorza Chodkiewicza, właściciela miejscowych dóbr.
W 1659, na krótko przed śmiercią, Maria Radziwiłłowa spisała testament, w którym za namową archimandryty monasteru wileńskiego Józefa przeznaczyła 600 tys. złotych dla ławry Peczerskiej, monasterów w Wilnie, Jewiach, Kupiatyczach, Kroniach, Mińsku oraz w Zabłudowie, wydzielając dla tego ostatniego majątek o wartości 100 tys. złotych. Poleciła przy tym przeznaczyć część funduszy na prowadzenie przez mnichów szkoły. Wskazała również klasztor zabłudowski jako miejsce swojego pochówku, gdyby pogrzeb w monasterze Świętego Ducha w Wilnie okazał się niemożliwy, zaś niezależnie od tego nakazywała mnichom w szczególny sposób modlić się za jej duszę oraz za dusze jej rodziców. Wykonanie postanowień wynikających z testamentu Maria Radziwiłłowa powierzyła archimandrycie Józefowi. Z treścią dokumentu nie pogodził się bratanek męża zmarłej, Bogusław Radziwiłł, który najechał na monaster zabłudowski, by uniemożliwić archimandrycie Józefowi przekazanie wspólnocie zapisanego jej majątku. W 1661 Radziwiłł uzyskał na sejmie warszawskim uznanie całego testamentu za falsyfikat sporządzony przez samego Józefa. Archimandryta razem z biskupem białoruskim Teodozjuszem jeszcze kilkakrotnie wnosił przed Trybunał Litewski sprawę przeciwko Radziwiłłowi, oskarżając go o utrudnianie wykonania testamentu oraz o najazdy na ziemie klasztoru zabłudowskiego. Monaster w Zabłudowie nigdy nie uzyskał nadanych mu funduszy. Fakt ten sprawił, że niemożliwe stało się utworzenie przy nim szkoły w kształcie zakładanym przez Marię Radziwiłłową. Mnisi otworzyli jedynie niższą szkołę duchowną kształcącą kandydatów do kapłaństwa.  
W literaturze spotykana jest wersja, jakoby klasztor należał do grupy monasterów podlegających monasterowi Trójcy Świętej w Słucku. Tomasz Kempa twierdzi jednak, że analiza zapisu testamentowego Marii Radziwiłłowej na rzecz wspólnoty zabłudowskiej pozwala odrzucić tę wersję i uznać, że monaster uznawał w rzeczywistości zwierzchność monasteru Świętego Ducha w Wilnie. Podlegać klasztorowi w Słucku zaczął dopiero w 1686.
Mimo wywieranych na wspólnotę nacisków nigdy nie przyjęła ona unii brzeskiej, pozostając przy prawosławiu. Według Bołtryka dołączyli do niej mnisi z monasteru w Supraślu, którzy nie pogodzili się z przejściem tegoż klasztoru na unię. Przetrwanie w Zabłudowie silnego ośrodka prawosławnego było możliwe dzięki tolerancyjnej postawie właścicieli miejscowych dóbr – Radziwiłłów z linii birżańskiej, wyznawców kalwinizmu. Szczególne zabiegi w kierunku włączenia monasteru (i parafii zabłudowskiej) do Kościoła unickiego czynił metropolita kijowski Gabriel Kolenda. W 1666 sąd grodzieński nakazał przekazać cerkiew w Zabłudowie unitom. Sam monaster pozostał w rękach prawosławnych; Kościół unicki zrezygnował z ubiegania się również o ten obiekt. Odnotowano także kilkakrotne najścia miejscowej ludności żydowskiej na monaster.

#### XVIII wiek

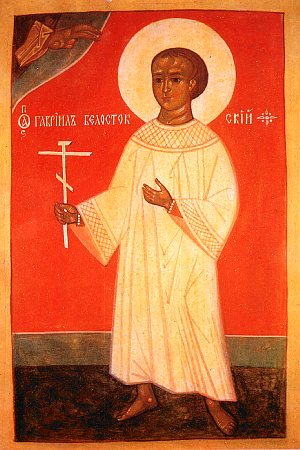
Gabriel Zabłudowski na dziewiętnastowiecznej ikonie. Jego relikwie znajdowały się w monasterze w latach 1746–1755

W XVIII stuleciu kilkakrotnie dochodziło do zatargów między monasterem a miejscowym duchowieństwem rzymskokatolickim. Oprotestowało ono budowę dzwonnicy cerkiewnej na terenie klasztoru w 1738, zaś w 1746, przy poparciu katolickiego biskupa wileńskiego, uniemożliwiło podjęcie odbudowy głównej cerkwi monasterskiej po zniszczeniach powstałych w wyniku pożaru. Sprawa konfliktów wyznaniowych w Zabłudowie była przedmiotem interwencji rezydenta rosyjskiego u polskiego króla w 1753, jednak do ponownego zatargu na tle kontynuowania budowy świątyni doszło w 1761.
W 1746 do monasteru przeniesione zostało ciało Gabriela Gowdela – zamordowanego w 1690 prawosławnego chłopca ze Zwierek, czczonego jako święty mimo braku oficjalnej decyzji kanonizacyjnej odpowiednich władz kościelnych. Gabriel należał do najbardziej czczonych osób wśród prawosławnych I Rzeczypospolitej i wystawienie jego relikwii w Zabłudowie było niezwykle istotnym wydarzeniem dla monasteru. Z uwagi jednak na fakt, że monaster ponownie stał się obiektem stałych nacisków ze strony hierarchii unickiej, dążącej do jego zamknięcia, w 1755 ciało chłopca przeniesiono z klasztoru w Zabłudowie do monasteru Trójcy Świętej w Słucku. Z monasteru wyruszyła wówczas uroczysta piesza procesja z relikwiarzem, na którą Hieronim Florian Radziwiłł uzyskał pozwolenie królewskie. Przeniesienie relikwii do Słucka wiązało się z faktem, że Zabłudów znalazł się w dobrach Radziwiłłów bialskich, katolików, którzy nie opiekowali się wspólnotą w takim stopniu, co ich poprzednicy. Z 1768 pochodzi list archimandryty monasteru słuckiego do Michała Radziwiłła z apelem o respektowanie prawa mnichów do wstępu do miejscowego lasu oraz o skuteczne pobieranie dziesięciny należnej klasztorowi.
W 1755 metropolita kijowski Tymoteusz zabronił przełożonym monasterów podlaskich kontynuowania jakichkolwiek sporów z duchowieństwem katolickim, co oznaczało faktycznie zmuszenie ich do biernej postawy w obliczu ewentualnych konfliktów wyznaniowych. Decyzja ta, w połączeniu z wywiezieniem z Zabłudowa ciała Gabriela Gowdela sprawiła, że monaster ponownie stracił na znaczeniu.
Do pewnej poprawy sytuacji monasteru doszło po 1783, gdy ihumenem wspólnoty został Sofroniusz (Michalski). Przeprowadził on remont budynków należących do wspólnoty, w tym odnowił wnętrze cerkwi Zaśnięcia Matki Bożej i zamówił do niej nowy ikonostas. Uzyskał również od biskupa perejasławskiego Wiktora dar dla klasztoru w postaci ksiąg i utensyliów liturgicznych.

### W zaborze pruskim
Wskutek III rozbioru Polski Zabłudów znalazł się w granicach Prus. Monaster był w tym okresie jednym z najważniejszych ośrodków kultowych nielicznej na Podlasiu ludności prawosławnej. Jego cerkiew była jedną z trzech świątyń tego wyznania w regionie, obok monasteru w Bielsku i Drohiczynie – inne prawosławne parafie jeszcze w XVII w. przeszły do Kościoła unickiego. W 1798, monaster w Zabłudowie stał się placówką filialną monasteru św. Symeona Słupnika w Brześciu.
W zamiarze władz pruskich klasztor w Zabłudowie miał stać się centrum eparchii obejmującej struktury prawosławne w departamencie białostockim, a podległej patriarsze Konstantynopola. Wyznaczony został nawet jej pierwszy zwierzchnik – przełożony monasteru Zaśnięcia Matki Bożej, ihumen Sofroniusz (Michalski). Omawiany projekt nie został zrealizowany z powodu zmiany granic państwowych na mocy traktatu w Tylży. Zabłudów znalazł się wówczas w Imperium Rosyjskim.

### W Imperium Rosyjskim

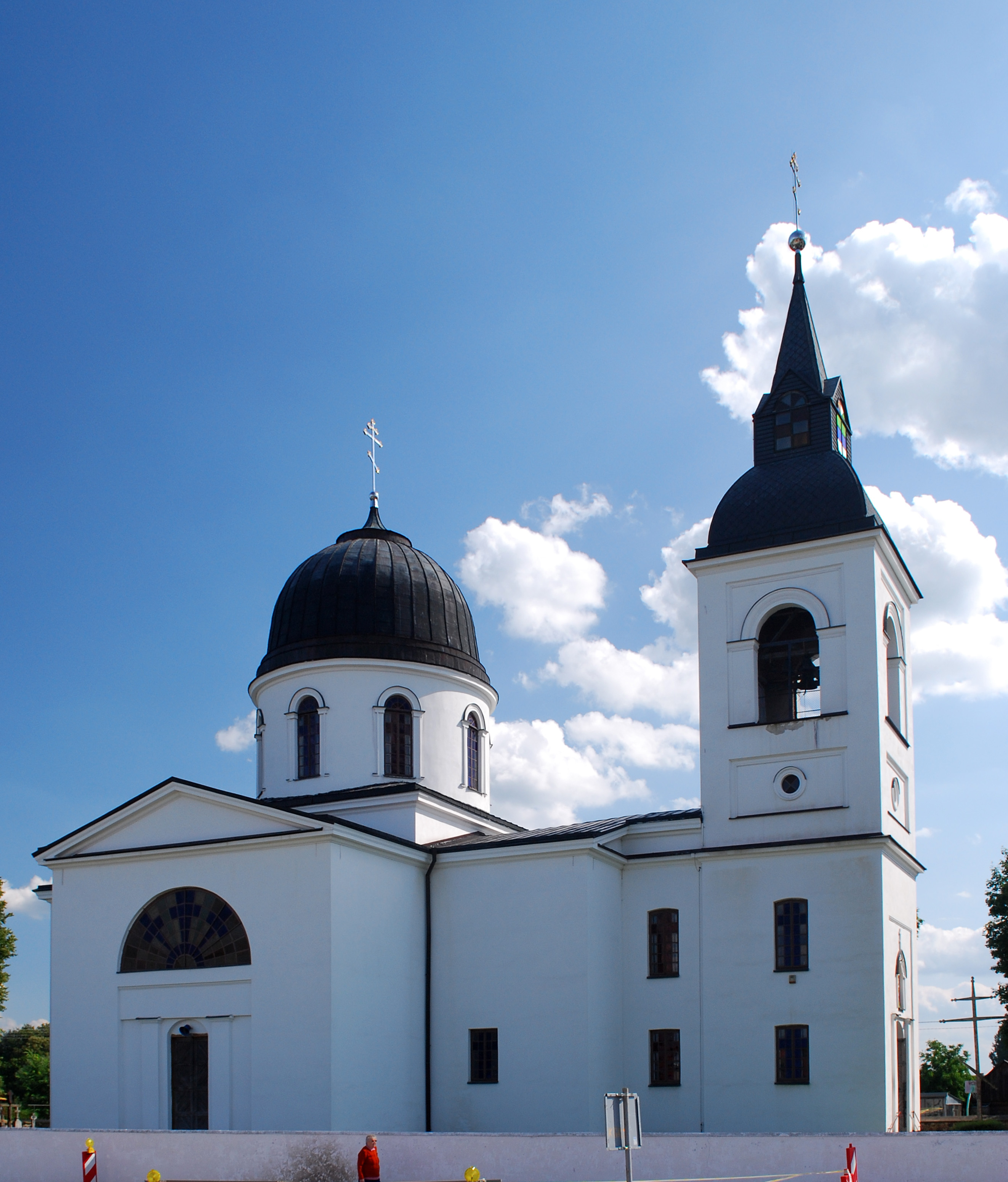
Cerkiew w Zabłudowie wzniesiona w zastępstwie starszej budowli łączącej funkcje świątyni parafialnej i monasterskiej

W momencie włączenia Zabłudowa do Rosji klasztor znalazł się w jurysdykcji eparchii mińskiej Rosyjskiego Kościoła Prawosławnego. Był już wówczas placówką bardzo podupadłą. W 1808, gdy na polecenie biskupa mińskiego Hioba dziekan klasztorów eparchii dokonał w nim wizytacji, w monasterze przebywało dwóch mnichów i dwóch białych duchownych, zaś stan techniczny obiektów klasztornych był zły.
Monaster uległ zniszczeniu w pożarze w 1821. Trzy lata później został zlikwidowany przez konsystorz eparchii mińskiej z powodu ogólnego ubóstwa i niewielkiej liczby mnichów. Urszula Pawluczuk łączy tę decyzję z tolerancyjną polityką cara Aleksandra I wobec ludności nieprawosławnej. Majątek klasztorny przejęły większe ośrodki monastyczne, tam też przenieśli się ostatni mnisi. W Zabłudowie utrzymano natomiast parafię prawosławną. Na jej potrzeby wzniesiono nową cerkiew. Zniszczone zabudowania monasterskie nie przetrwały.

## Architektura
Dokumenty wizytacji z 1808 informują o następujących obiektach wchodzących w skład kompleksu monasterskiego w Zabłudowie: trójkopułowej cerkwi Zaśnięcia Matki Bożej, dzwonnicy z pięcioma dzwonami, dawnej cerkwi refektarzowej zaadaptowanej z racji złego stanu technicznego na pomieszczenia mieszkalne i magazyn świec, budynków folwarku i piekarni. Całość była wzniesiona z drewna, zaś zabudowania gospodarcze pokrywał słomiany dach. Kompleks budynków otaczał parkan. Cerkiew Zaśnięcia Matki Bożej pochodziła z XVI w. i była jeszcze fundacją Grzegorza Chodkiewicza, natomiast cerkiew refektarzowa, przeznaczona dla wyłącznego użytku mnichów, została zbudowana w połowie XVII stulecia.

## Wspólnota monastyczna
Dokumenty fundacyjne wystawione przez Radziwiłłów informują o przeznaczeniu monasteru w Zabłudowie dla dwunastu mnichów. W I połowie XVIII w. w klasztorze przebywało czterech hieromnichów; w 1783 – ihumen i trzech mnichów. Od 1798 przełożonym klasztoru zabłudowskiego był równocześnie archimandryta monasteru św. Symeona Słupnika w Brześciu. W wymienionym roku w monasterze żył ihumen i dwóch mnichów. Wizytacja z 1808 wykazała, że w klasztorze przebywało już tylko dwóch zakonników oraz dwóch białych duchownych. Ponadto na terenie monasteru funkcjonował szpital, gdzie pod opieką mnichów przebywały cztery osoby.
Monaster Zaśnięcia Matki Bożej w Zabłudowie dysponował bogatą biblioteką, której zbiory w znacznej mierze powstały dzięki kontaktom z klasztorem Trójcy Świętej w Słucku. W 1677 w bibliotece znajdowały się pisane ręcznie lub drukowane księgi liturgiczne powstałe w XVI i XVII stuleciu, drukowane w Zabłudowie, Moskwie, Kijowie lub Wilnie.

## Majątek i źródła utrzymania monasteru
W momencie fundacji klasztoru Maria i Janusz Radziwiłłowie zapisali mu 150 tys. złotych, jednak mnisi nigdy nie otrzymali wymienionej kwoty. Wizytacja monasterów na Podlasiu w 1808 wykazała, że źródłem utrzymania wspólnoty była uprawa trzech włók ziemi, które Grzegorz Chodkiewicz nadał cerkwi parafialnej w Zabłudowie. Dodatkowo klasztor otrzymywał dziesięcinę z 233 uprawianych przez mieszkańców wsi podlegających parafii zabłudowskiej. Własnością mnichów były ponadto trzy domy w Zabłudowie, wynajmowane sześciu osobom prywatnym razem z prawem uprawiania ziemi monasterskiej w zamian za jeden dzień pracy na rzecz klasztoru tygodniowo. Klasztor prowadził folwark i piekarnię. Duchowni przebywający w monasterze prowadzili przy cerkwi Zaśnięcia Matki Bożej parafię dla 2622 wiernych. Przez cały okres funkcjonowania wspólnoty, z uwagi na występujące trudności przy pobieraniu dziesięciny, klasztor był uzależniony od dodatkowej pomocy materialnej.
Ogólna sytuacja materialna wspólnoty była bardzo trudna. Stąd w 1821 monaster podejmował starania na rzecz uzyskania dochodów zapisanych wspólnocie jeszcze przez Marię Radziwiłłową. Stosowne dokumenty zostały przekazane do konsystorza eparchii mińskiej, jednak zanim dobiegło końca postępowanie w tej sprawie, podjęta została decyzja o likwidacji klasztoru.